# Tayikistán en los Juegos Paralímpicos
Tayikistán en los Juegos Paralímpicos está representado por el Comité Paralímpico Tayiko, miembro del Comité Paralímpico Internacional.
Ha participado en cinco ediciones de los Juegos Paralímpicos de Verano, su primera presencia tuvo lugar en Atenas 2004. El país no ha obtenido ninguna medalla en las ediciones de verano.
En los Juegos Paralímpicos de Invierno Tayikistán ha participado en una sola edición, Pyeongchang 2018, sin conseguir ninguna medalla.

## Medallero

### Por edición
| Evento              | Oro | Plata | Bronce | Total |
| ------------------- | --- | ----- | ------ | ----- |
| Atenas 2004         | 0   | 0     | 0      | 0     |
| Pekín 2008          | 0   | 0     | 0      | 0     |
| Londres 2012        | 0   | 0     | 0      | 0     |
| Río de Janeiro 2016 | 0   | 0     | 0      | 0     |
| Tokio 2020          | 0   | 0     | 0      | 0     |
| París 2024          | –   | –     | –      | –     |
| TOTAL               | 0   | 0     | 0      | 0     |

| Evento           | Oro | Plata | Bronce | Total |
| ---------------- | --- | ----- | ------ | ----- |
| Pyeongchang 2018 | 0   | 0     | 0      | 0     |
| Pekín 2022       | –   | –     | –      | –     |
| TOTAL            | 0   | 0     | 0      | 0     |